# St. Barbara (Wattendorf)

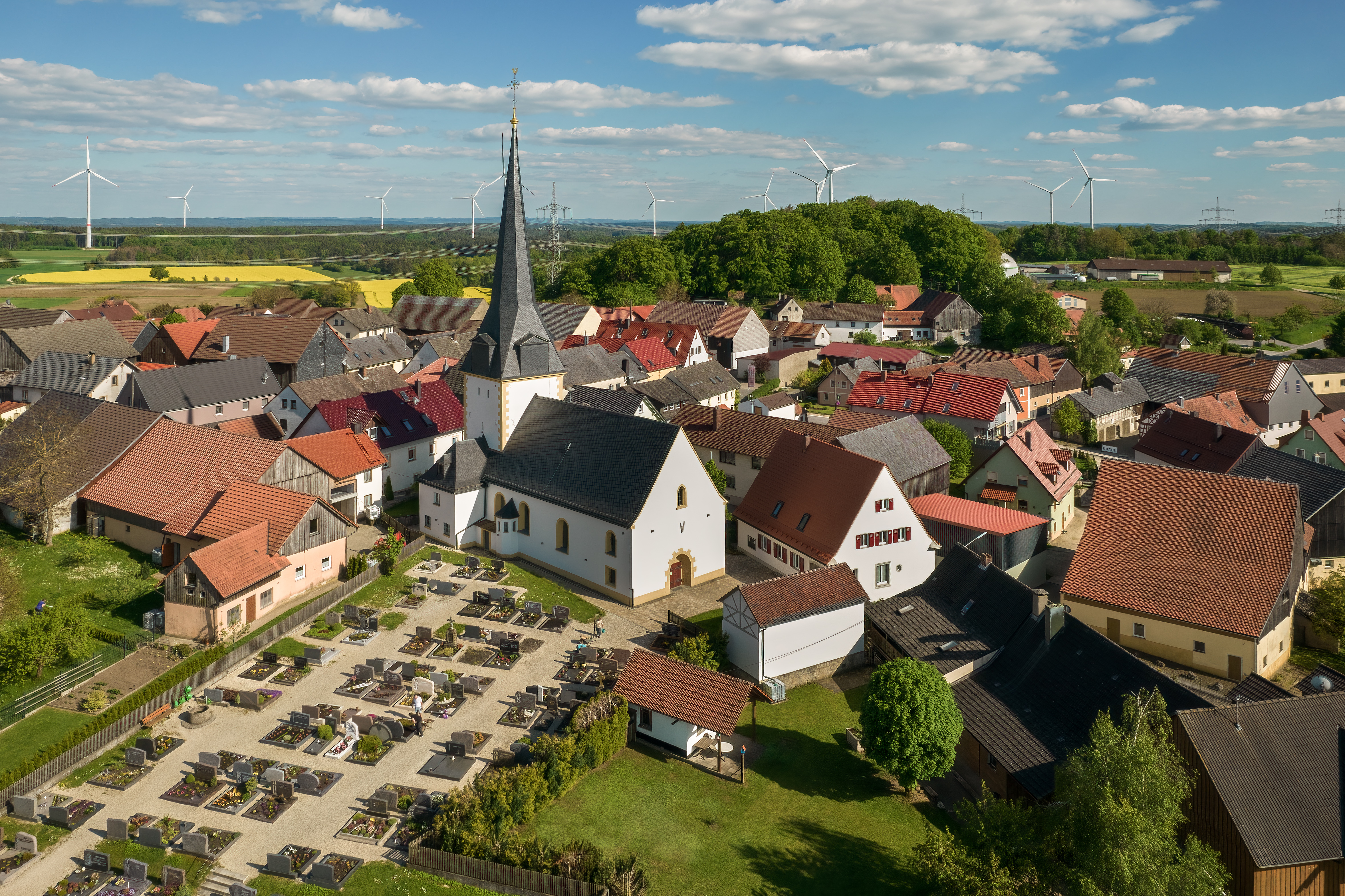
St. Barbara (Wattendorf)

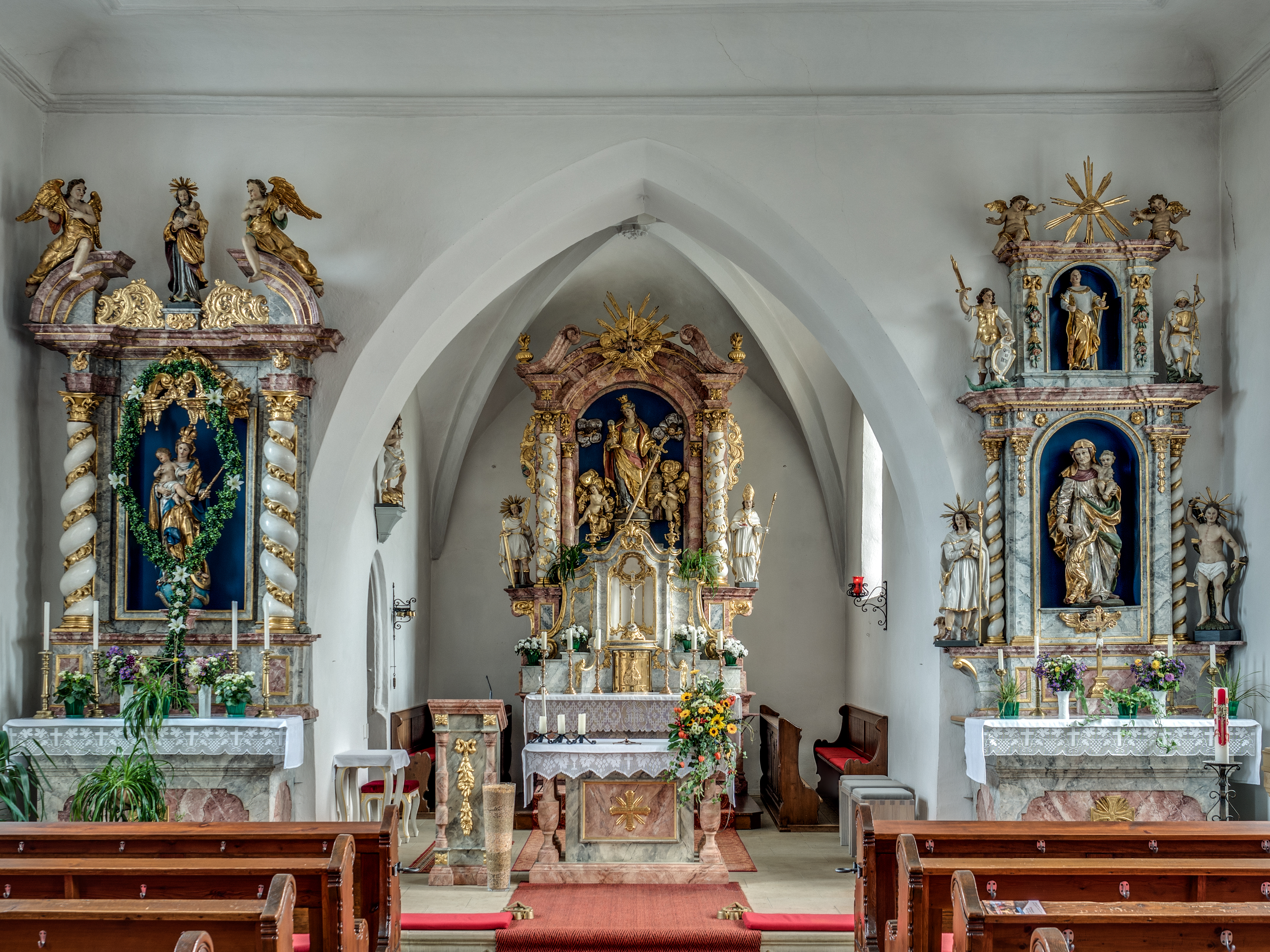
Altarraum

Die römisch-katholische Pfarrkirche St. Barbara steht in Wattendorf, eine Gemeinde im oberfränkischen Landkreis Bamberg (Bayern). Die denkmalgeschützte Kirche geht auf eine urkundlich 1367 erwähnte Kapelle zurück. Die Pfarrei gehört zum Dekanat Bamberg des Erzbistums Bamberg.

## Beschreibung
Eine Kapelle in Wattendorf wurde 1367 genannt. Eine Wehrkirche entstand im Kern im 15. Jahrhundert. 1741 wurde Wattendorf zur Pfarrei erhoben. Die Saalkirche besteht aus einem Langhaus, das 1829 erhöht und  1949 fünf Meter verlängert wurde. Es wird mit einem Satteldach überspannt. Der Chorturm im Osten wurde 1896 mit einem spitzen Helm bedeckt. Das Geläut besteht aus drei Glocken, die älteste stammt aus dem Jahr 1429. Die Sakristei wurde an der Nordwand des Chorturms angebaut. Der Innenraum des Chors, d. h. das Erdgeschoss des Chorturms, ist mit einem Kreuzrippengewölbe überspannt, der des Langhauses mit einer Flachdecke. Auf der Empore im Westen des Langhauses steht eine Orgel mit 15 Registern, 2 Manualen und einem Pedal, die unter Opus 515 von Michael Weise gebaut wurde.
Zur Kirchenausstattung gehört ein Hochaltar, auf dessen Altarretabel von 1746 die heilige Barbara, ein Werk des Bamberger Bildhauers Johann Georg Mutschele, dargestellt ist. Auf dem Altarretabel des rechten Seitenaltars ist Anna selbdritt zu sehen.